# The Face in the Moonlight
The Face in the Moonlight er en amerikansk stumfilm fra 1915 af Albert Capellani.

## Medvirkende
- Robert Warwick som Victor / Rabat
- Stella Archer som Lucille
- H. Cooper Cliffe som Munier
- Montagu Love som Ambrose
- Dorothy Fairchild som Jeanne Mailloche